# 水素化ストロンチウム
水素化ストロンチウム（英名:strontium hydride）は、化学式がSrH₂で表される無機化合物である。

## 反応
水素化ストロンチウムは、ストロンチウムと水素から合成される：
Sr + H2 → SrH2
水素化ストロンチウムは水と反応して水素と水酸化ストロンチウムを生成する：
SrH2 + 2 H2O → 2 H2 + Sr(OH)2

## 他の化合物
- 水酸化ストロンチウム